# Pawieł Łobanow
Pawieł Pawłowicz Łobanow (ros. Па́вел Па́влович Лоба́нов; ur. 2 stycznia?/15 stycznia 1902 we wsi Staro w guberni moskiewskiej, zm. 13 sierpnia 1984 w Moskwie) – radziecki polityk, wicepremier ZSRR (1955–1956), Bohater Pracy Socjalistycznej (1971).

## Życiorys
W latach 1920–1925 kształcił się na fakultecie robotniczym (rabfaku) i Wydziale Agronomicznym Moskiewskiej Akademii Rolniczej, od 1925 członek WKP(b), 1925–1926 odbywał służbę w Armii Czerwonej. W latach 1926–1931 był agronomem w Kostromie i dyrektorem technicznym sowchozu w obwodzie iwanowskim, 1931–1935 pracownik naukowy Wszechzwiązkowego Sowchozowego Instytutu Naukowo-Badawczego, 1936–1937 kierownik katedry Moskiewskiego Instytutu Gospodarki Przestrzennej, od 1937 dyrektor Instytutu Rolniczego w Woroneżu. Od listopada 1937 zastępca ludowego komisarza, od maja do grudnia 1938 ludowy komisarz rolnictwa RFSRR, od grudnia 1938 do marca 1946 ludowy komisarz sowchozów zbożowych i hodowlanych ZSRR, od 1946 I zastępca ministra rolnictwa ZSRR, w latach 1947–1953 I zastępca ministra gospodarki rolnej ZSRR. Od marca do sierpnia 1953 I zastępca ministra gospodarki rolnej i zapasów ZSRR, od sierpnia 1953 do lutego 1955 I zastępca przewodniczącego Rady Ministrów RFSRR, od 28 lutego 1955 do 9 kwietnia 1956 zastępca przewodniczącego Rady Ministrów ZSRR. Od kwietnia 1956 do sierpnia 1956 rektor Wszechzwiązkowej Akademii Nauk Rolniczych im. Lenina (od lutego 1965 do sierpnia 1978 ponownie), jednocześnie od lipca 1956 do kwietnia 1962 przewodniczący Rady Związku Rady Najwyższej ZSRR, od sierpnia 1961 do lutego 1965 zastępca przewodniczącego Państwowej Komisji Planowania ZSRR, od sierpnia 1978 na emeryturze.
W 1970 r. został członkiem zagranicznym PAN.
Deputowany do Rady Najwyższej ZSRR 4,5,7 i 9 kadencji. W latach 1939–1952 członek Centralnej Komisji Rewizyjnej WKP(b), 1956–1961 członek KC KPZR.

## Odznaczenia
- Złoty Medal „Sierp i Młot” Bohatera Pracy Socjalistycznej (31 grudnia 1971)
- Order Lenina (dwukrotnie – 1945 i 31 grudnia 1971)
- Order Rewolucji Październikowej (1971)
- Order Czerwonego Sztandaru Pracy 91952)
- Order Przyjaźni Narodów (1978)